# MBB 223 Flamingo
MBB 223 Flamingo byl lehký letoun vyvinutý v Západním Německu v rámci výběrového řízení na standardní cvičný letoun pro tamní aerokluby. Zkonstruován byl u společnosti Siebelwerke/ATG (SIAT), a jednalo se o konvenční dolnoplošník s pevným podvozkem příďového typu, a kokpitem pro dvě osoby sedící vedle sebe zakrytým rozměrným bublinovým překrytem. Společnosti SIAT se podařilo vyprodukovat jen menší počet kusů předtím, než byla roku 1970 převzata společností Messerschmitt-Bölkow-Blohm. Ta posléze výrobu typu předala španělské firmě CASA. 
Typ byl vyráběn i v jednomístné plně akrobatické variantě, a vznikla i čtyřmístná užitková verze.

## Varianty
Model 223A-1 Flamingo A1
Dvoumístný či čtyřmístný cvičný letoun poháněný čtyřválcovým motorem typu boxer Avco Lycoming IO-360 o výkonu 200 hp (149 kW).
Model 223K-1 Flamingo K1
Jednomístný akrobatický letoun s motorem Avco Lycoming AIO-360 o výkonu 200 hp (149kW).
Model 223T-1 Flamingo T1
Jeden letoun s přeplňovaným motorem Avco Lycoming TO-360-C1A6D o výkonu 210 hp (157 kW)
Model 223-M4
Flamingo T1 přestavěný pro použití šestiválcového boxeru Porsche PFM 3200.

## Uživatelé

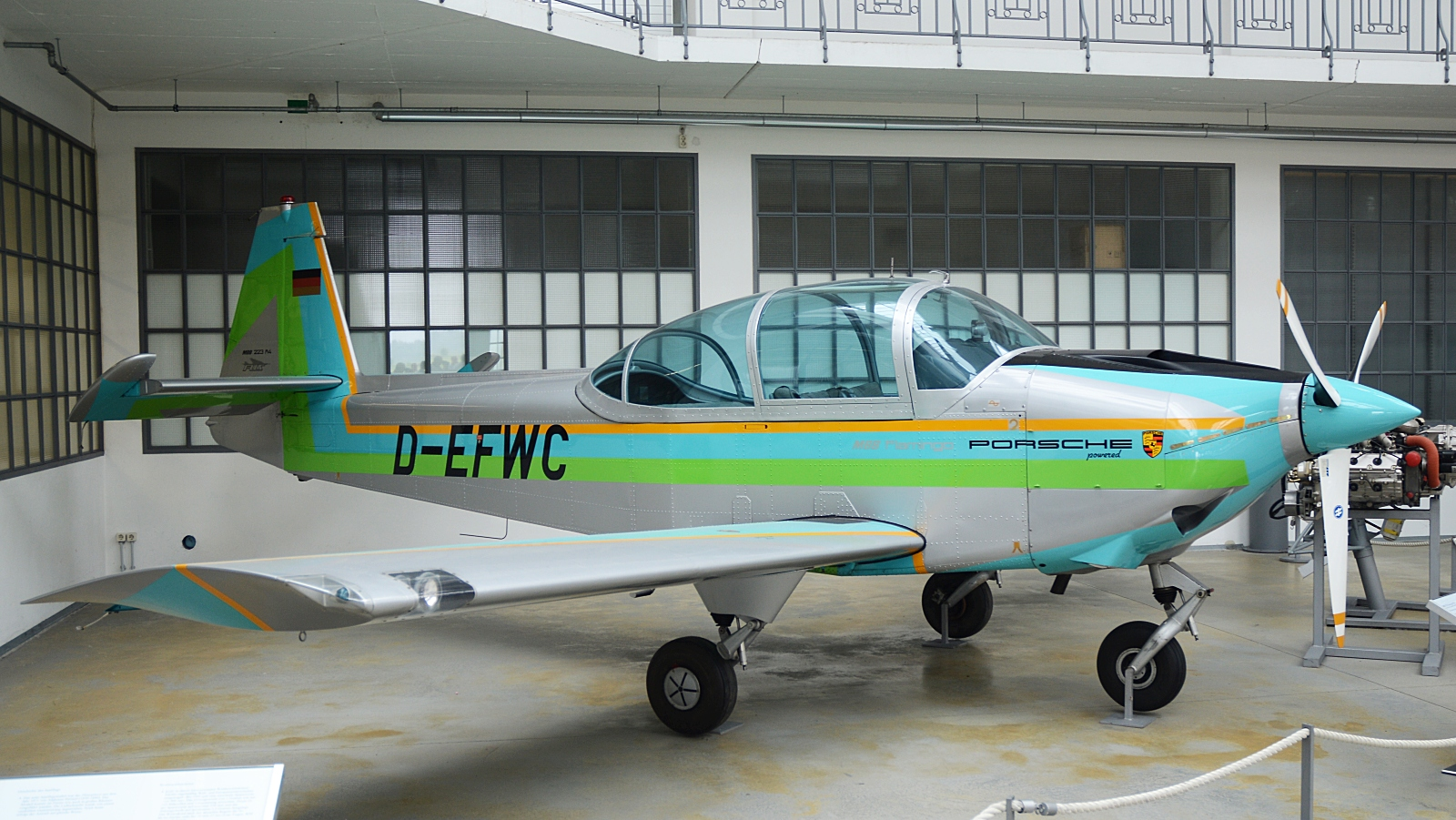
Jediný exemplář (D-EFWC) s motorem Porsche, vystavený v letecké expozici Německého muzea Flugwerft Schleißheim v Schleissheimu u Mnichova

### Civilní
- Švýcarsko
  - Swissair
- Turecko

### Vojenští
- Sýrie
  - Syrské arabské vzdušné síly

## Specifikace

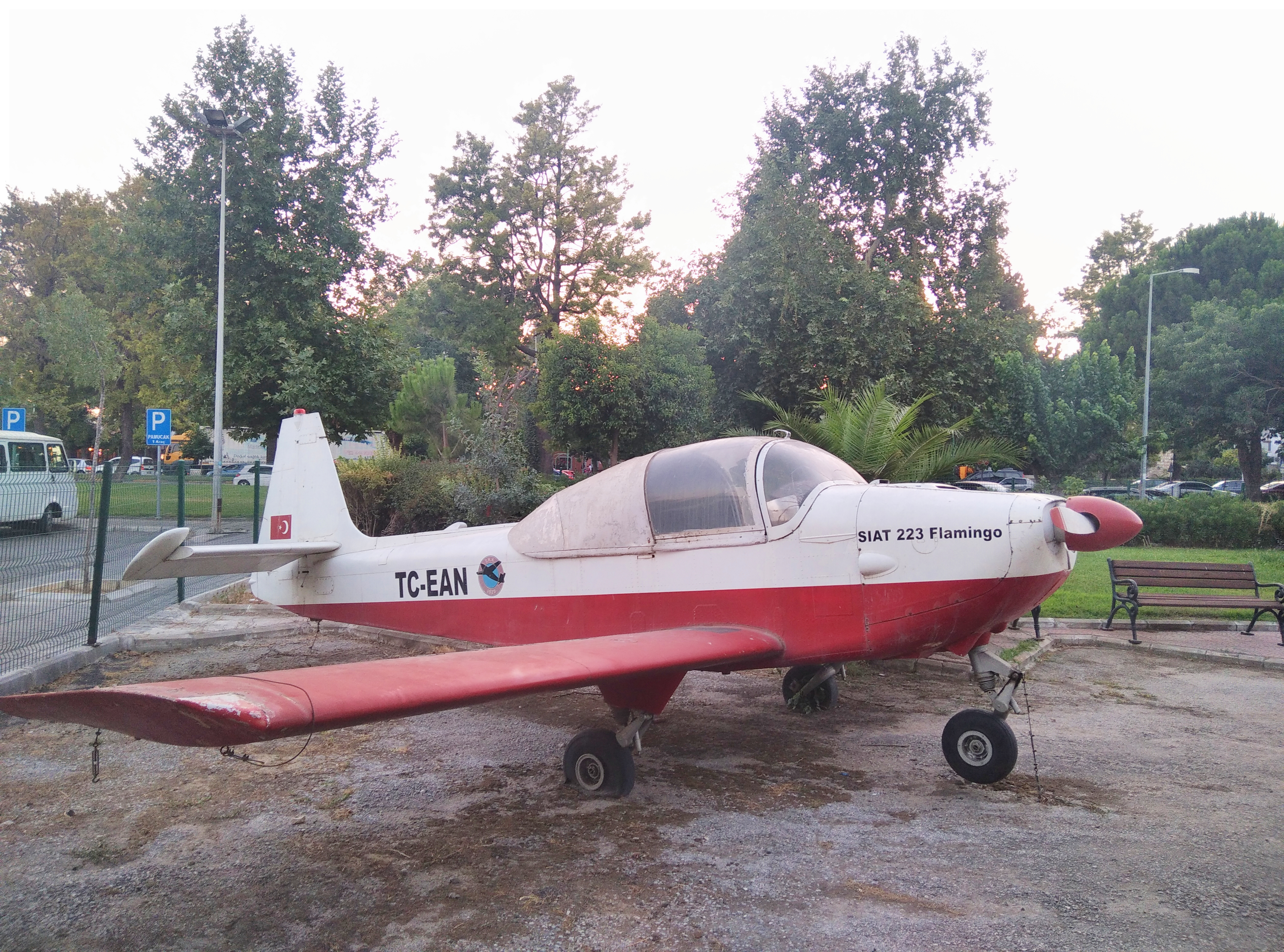
SIAT 223 Flamingo (TC-EAN)

### Technické údaje
- Osádka: 2 (instruktor a žák)
- Délka: 7,43 m
- Rozpětí: 8,28 m
- Výška: 2,70 m
- Nosná plocha: 11,5 m²
- Prázdná hmotnost: 685 kg
- Vzletová hmotnost: 1 050 kg
- Pohonná jednotka: 1 × vzduchem chlazený čtyřválcový boxer se vstřikováním paliva Avco Lycoming IO-360-C1B
- Výkon pohonné jednotky: 149 kW (200 hp)

### Výkony
- Maximální rychlost: 243 km/h
- Dolet: 1 150 km
- Praktický dostup: 3 750 m